# ترنتن (جورجیا)
ترنتن، جورجیا (به انگلیسی: Trenton, Georgia) یک شهر در ایالات متحده آمریکا با جمعیت ۱٬۹۴۲ نفر است که در جورجیا واقع شده‌است.

## موقعیت جغرافیایی
موقعیت جغرافیایی شهرها و مناطق اطراف به شرح زیر است: